# 2824 Франке
2824 Франке (2824 Franke) — астероїд головного поясу, відкритий 4 лютого 1934 року.
Тіссеранів параметр щодо Юпітера — 3,543.